# Arabesken
Arabesken is het halfjaarlijkse tijdschrift van het Louis Couperus Genootschap.

## Nieuwsbulletin Louis Couperus Genootschap
Het Nieuwsbulletin Louis Couperus Genootschap was de titel van het tijdschrift dat tussen 1993-1999 werd uitgegeven door het Louis Couperus Genootschap, en was gewijd aan de schrijver Louis Couperus.
Het tijdschrift verscheen meteen na de oprichting van het (tweede) Louis Couperus Genootschap; het werd voortgezet in 2000 onder de naam Arabesken. Vele artikelen zijn via de website van het genootschap direct toegankelijk.

## Arabesken
Arabesken is de voortzetting van het tussen 1993 en 1999 verschenen Nieuwsbulletin Louis Couperus Genootschap. Het tijdschrift is in de loop van de tijd uitgegroeid tot hét forum voor het Couperus-onderzoek. Tal van gerenommeerde letterkundigen en specialisten leveren regelmatig een bijdrage aan Arabesken. Daarnaast is er plaats ingeruimd voor nieuws, nieuwe uitgaven van en over Couperus, recensies en allerlei wetenswaardigheden.
De naam van het tijdschrift is afgeleid van Couperus' verhalenbundel Korte arabesken (1911).